# Zepkow
Zepkow ist ein Ortsteil der Gemeinde Eldetal im Südwesten des Landkreises Mecklenburgische Seenplatte in Mecklenburg-Vorpommern.

## Geografie

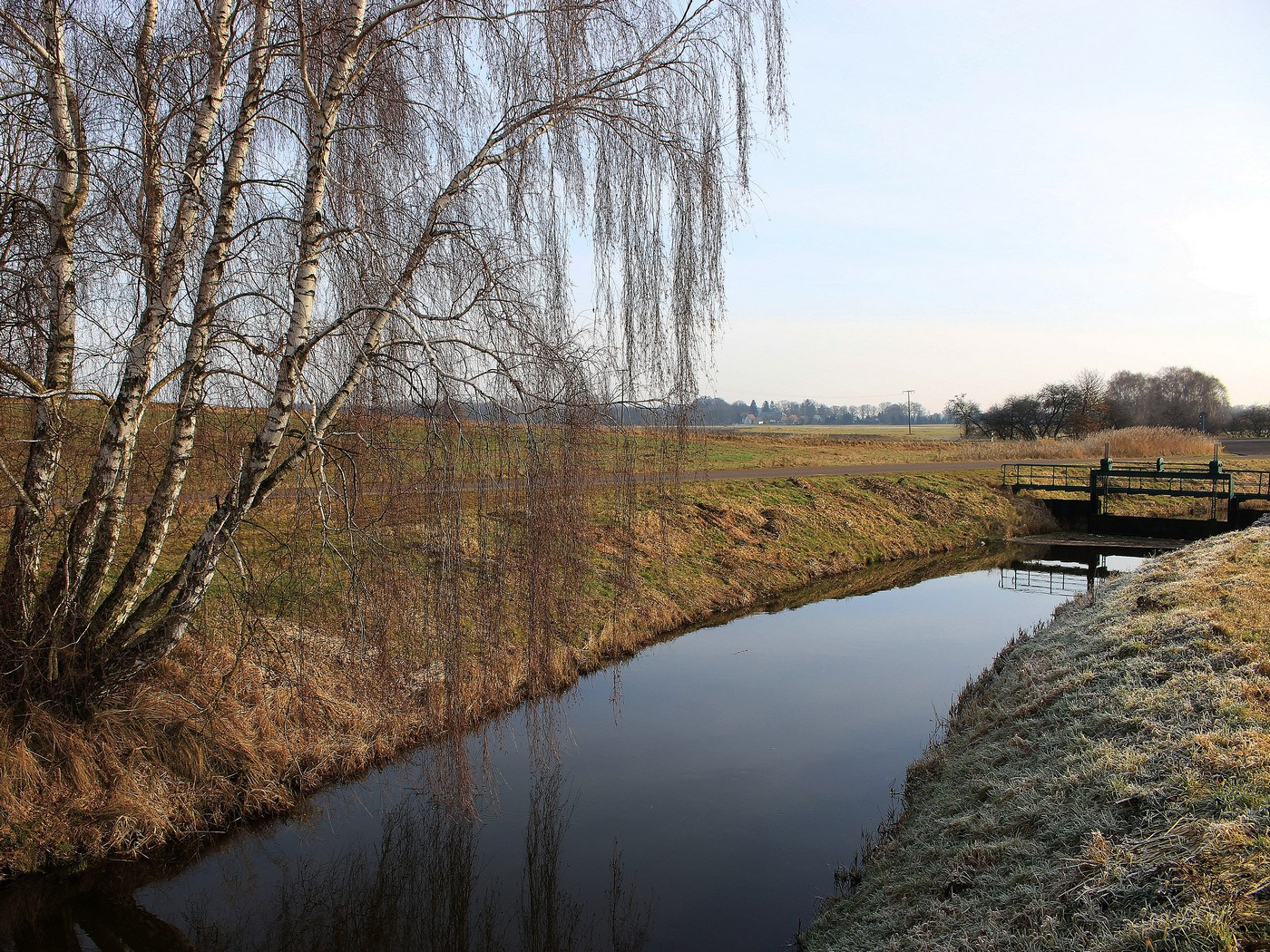
Elde bei Zepkow

Zepkow liegt in der Mecklenburgischen Seenplatte im Süden Mecklenburgs, nahe der Landesgrenze zu Brandenburg. Der landwirtschaftlich geprägte Ort liegt an der oberen Elde unweit des Quellgebietes. Der hügelige Bereich südlich von Zepkow erreicht 90 m ü. NHN. Der einzige See innerhalb des Ortsgebiets ist der Demminer See. In etwa drei Kilometern Entfernung liegen der Massower See und der Mönchsee. Die nächstgelegenen Städte sind Röbel/Müritz und Wittstock/Dosse.

## Geschichte
Im Jahre 1285 tauchte der ursprünglich slawisch besiedelte und als Angerdorf angelegte Ort erstmals in einer Urkunde auf. Das Landding (Vasallengericht) wurde auf Wunsch der Ritterschaft von der Burg Wredenhagen (damals „Novum Castrum Wenden“) auf das Hofgut der Herren von Werle in oder bei Zepkow verlegt (vermutlich zum Burgwall Kornhorst). Noch bis Ende des 16. Jahrhunderts blieb Zepkow der Gerichtssitz des Amtes Wredenhagen. Die Feldsteinkirche in Zepkow stammt ebenfalls aus dem 13. Jahrhundert.
Zum 26. Mai 2019 fusionierte Zepkow mit Grabow-Below, Massow und Wredenhagen zur neuen Gemeinde Eldetal. Letzter Bürgermeister war Manfred Pitann.

## Sehenswürdigkeiten

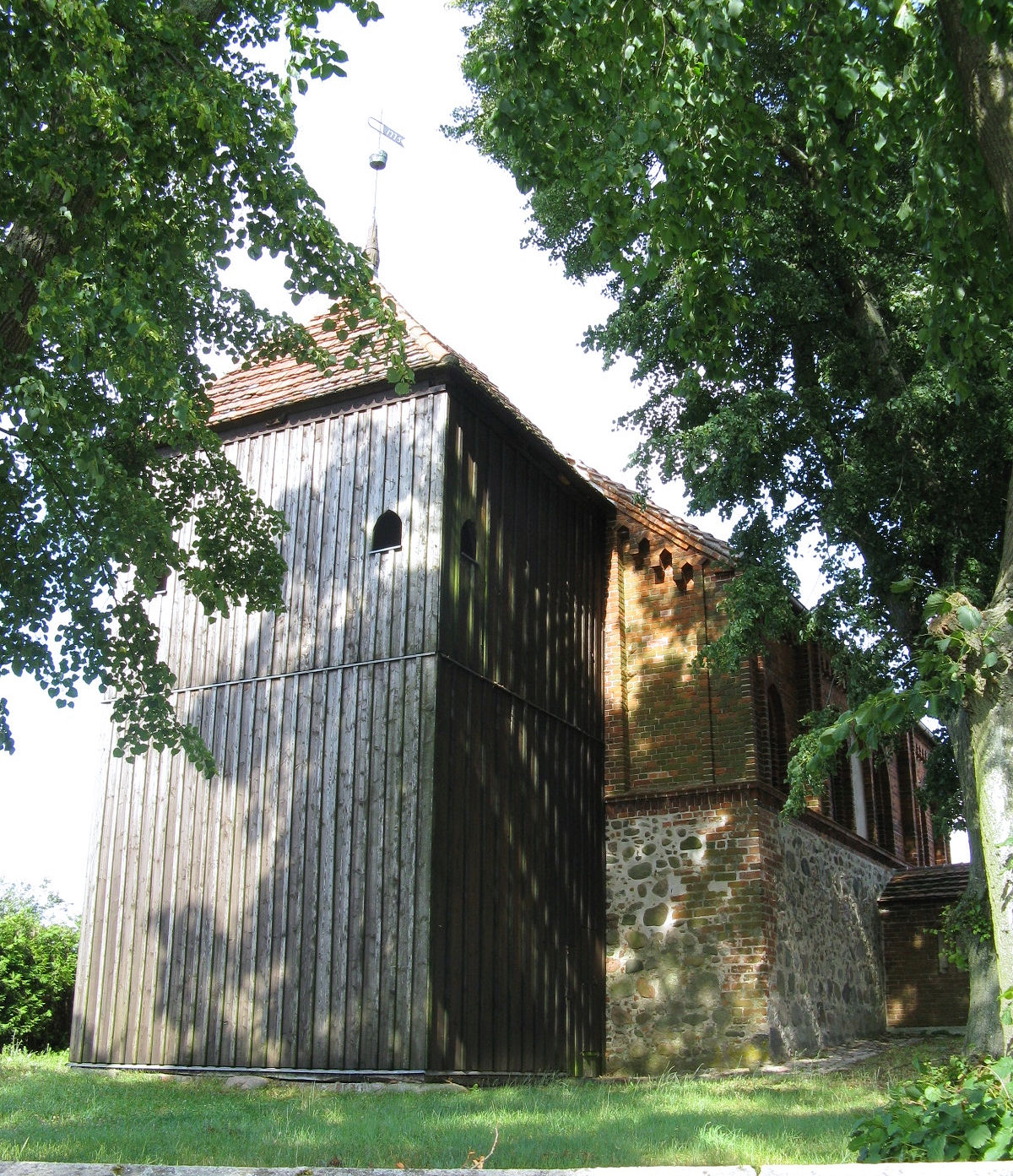
Dorfkirche

- Dorfkirche in Zepkow vom 19. Jahrhundert als Backsteinbau auf altem Feldsteinsockel (13. Jh.) und mit Holzturm von 1775

## Wirtschaft und Infrastruktur

### Wirtschaft

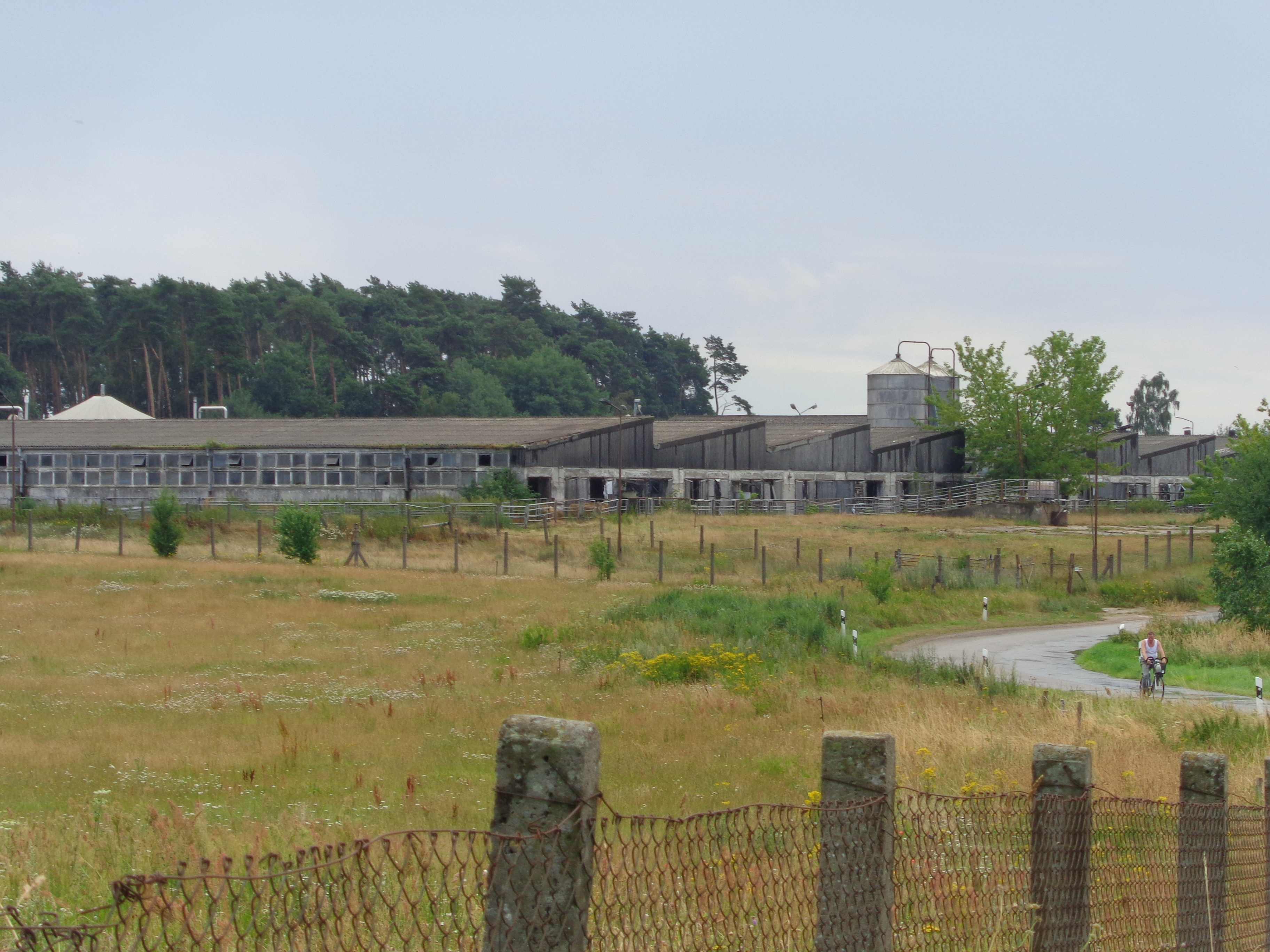
Rinderzuchtanlage (2016)

Zepkow hat einen großen Betrieb zur Rinderproduktion. Die Färsenaufzuchtanlage LPG Zepkow bestand von 1976 bis 1991. Die industriemäßige Anlage diente der Aufzucht hochtragender Färsen, die ab siebentem Trächtigkeitsmonat national und international verkauft wurden, jährlich 2300 Färsen und Zukauf von weiblichen Kälbern (wöchentlich 72 Stück). Im Bestand waren 1040 Kälber bis zum sechsten Lebensmonat und 4480 Färsen (sechster Monat bis zur Hochträchtigkeit). Gezogen wurde bis zur Wende und friedlichen Revolution in der DDR das Schwarzbunte Milchrind. Seit 1991/92 werden etwa 4000 Masttiere verschiedener Rassen gehalten.
Am 19. April 2010 wurden in Zepkow sieben Wochen nach ihrer Zulassung durch die EU europaweit zum ersten Mal gentechnisch veränderte Kartoffeln der BASF kommerziell angebaut.
Daneben gibt es einige Handwerksunternehmen im Ort (u. a. Baubetrieb und Tischlerei). Nördlich von Zepkow befindet sich der Windpark Bütow/Zepkow der Firma Enertrag mit einer Gesamtleistung von 19,2 MW.

### Verkehr
Obwohl die Bundesautobahn 19 (Rostock–Dreieck Wittstock/Dosse) durch das Ortsgebiet führt, liegt Zepkow abseits der überregionalen Straßenverbindungen. Die Autobahn-Anschlussstelle Röbel ist etwa 9 km entfernt, die Bundesstraße 198 in der Gemeinde Bütow etwa 9 km. Der nächste Bahnhof befindet sich in der 17 km entfernten Stadt Wittstock/Dosse.

### Infrastruktur
Kulturelles Zentrum des Dorfes ist die von den Zepkower Bürgern ausgebaute Schmiede. 1997 entstand ein neues Sportlerheim.